# Ritterorden von San Marino

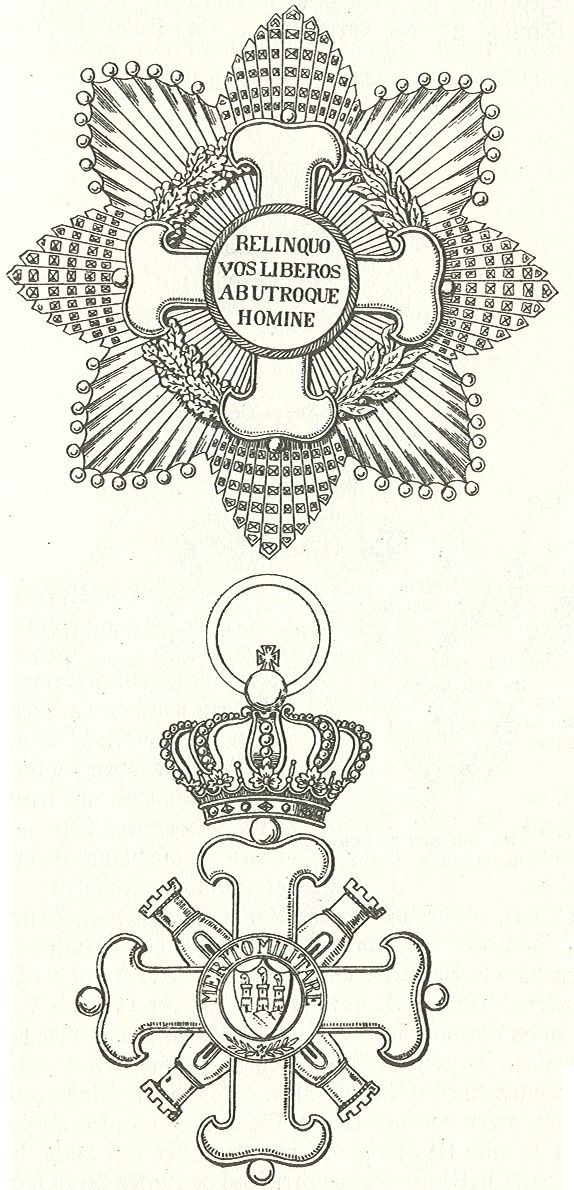
Ritterorden von San Marino (1860)

Der Ritterorden von San Marino, auch als Orden des Heiligen Marinus bekannt, wurde am 15. März 1860 vom Großen Rat der Republik San Marino in zwei Abteilungen – als Zivilverdienst- und Militärverdienstorden – zum Andenken an den Begründer der Republik, den Heiligen Marinus von Rimini, gestiftet.
Er dient als Auszeichnung der Verdienste um den Staat, Kunst, Wissenschaft und "Nächstenliebe" sowie für Militärverdienste. Der Orden wird durch den Großen Rat verliehen und die beiden Staatsoberhäupter, die Capitani Reggenti, sind Großmeister des Ordens.

## Ordensklassen
Der Orden hat fünf Klassen und die Statuten vom 27. September 1868 begrenzen die Anzahl der Träger der einzelnen Klassen wie folgt
- Großkreuz auf 50 Träger
- Großoffizier auf 100 Träger
- Kommandeur auf 200 Träger
- Offizier auf 400 Träger
- Ritter auf 2000 Träger

Später wurde der Orden noch um eine Verdienstmedaille in drei Stufen (Gold, Silber und Bronze) erweitert.

## Ordensdekoration
Ein weiß emailliertes goldgerändertes Kreuz, an den Kreuzarmen außen abgerundet und die Spitzen mit kleinen goldenen Kugeln besetzt. In den Kreuzwinkeln befindet sich jeweils ein goldener Turm. Über dem Ordenszeichen hängt eine goldene geschlossene Krone; darüber der Tragering, an dem das Ordensband befestigt wird. Das Medaillon zeigt im Avers den Wappenschild der Republik (drei silberne Türme auf blauem Grund). Umlaufend beim Zivilverdienstkreuzes in goldener Schrift MERITO CIVILE, beim Militärverdienstkreuz MERITO MILITARE. Im Revers ist das Abbild des Heiligen Maurinus zu sehen und umlaufend im blauen Reif S. MARINO PROTECTOR. Abhängig von der Ordensklasse ist die Größe der Dekoration festgelegt.
Mit Einführung des 2. Modells des Ordens wurden beide Abteilungen zusammengefasst und die Inschrift des Avers lautet MERITO CIVILE E MILITARE.

## Ordensband und Trageweise
Das Ordensband ist viermal in blau und dreimal in weiß gestreift und das Großkreuz wird mit der Schärpe von der rechten Schulter zur linken Hüftseite getragen. Großoffiziere und Kommandeure tragen den Orden als Halsorden und Ritter entweder auf der linken Brust oder im Knopfloch. Bei den Offizieren ist auf dem Ordensband eine Rosette aufgelegt.
Großkreuz und Großoffizier tragen zusätzlich einen achtstrahligen Ordensstern, wobei die Ausführung bei letzterem etwas kleiner ist. Der Ordensstern hat vier goldene brillantierte Strahlenbündel in den Winkeln und vier ebensolche silberne Bündel. Letztere sind zusätzlich mit kleinen silbernen Kugeln bestückt. Auf dem Stern ist ein weißes Ordenskreuz aufgelegt und wird von einem Oliven- und Eichenzweig umschlungen. Das blau emaillierte Medaillon zeigt die Ordensdevise RELINQUO VOS LIBEROS AB UTROQUE HOMINE.

## Weitere Orden
In San Marino wird neben dem hier beschriebenen Orden des Heiligen Marinus lediglich noch ein zweiter Orden, der St. Agatha-Orden verliehen.